# Filialkirche Braunau-Haselbach

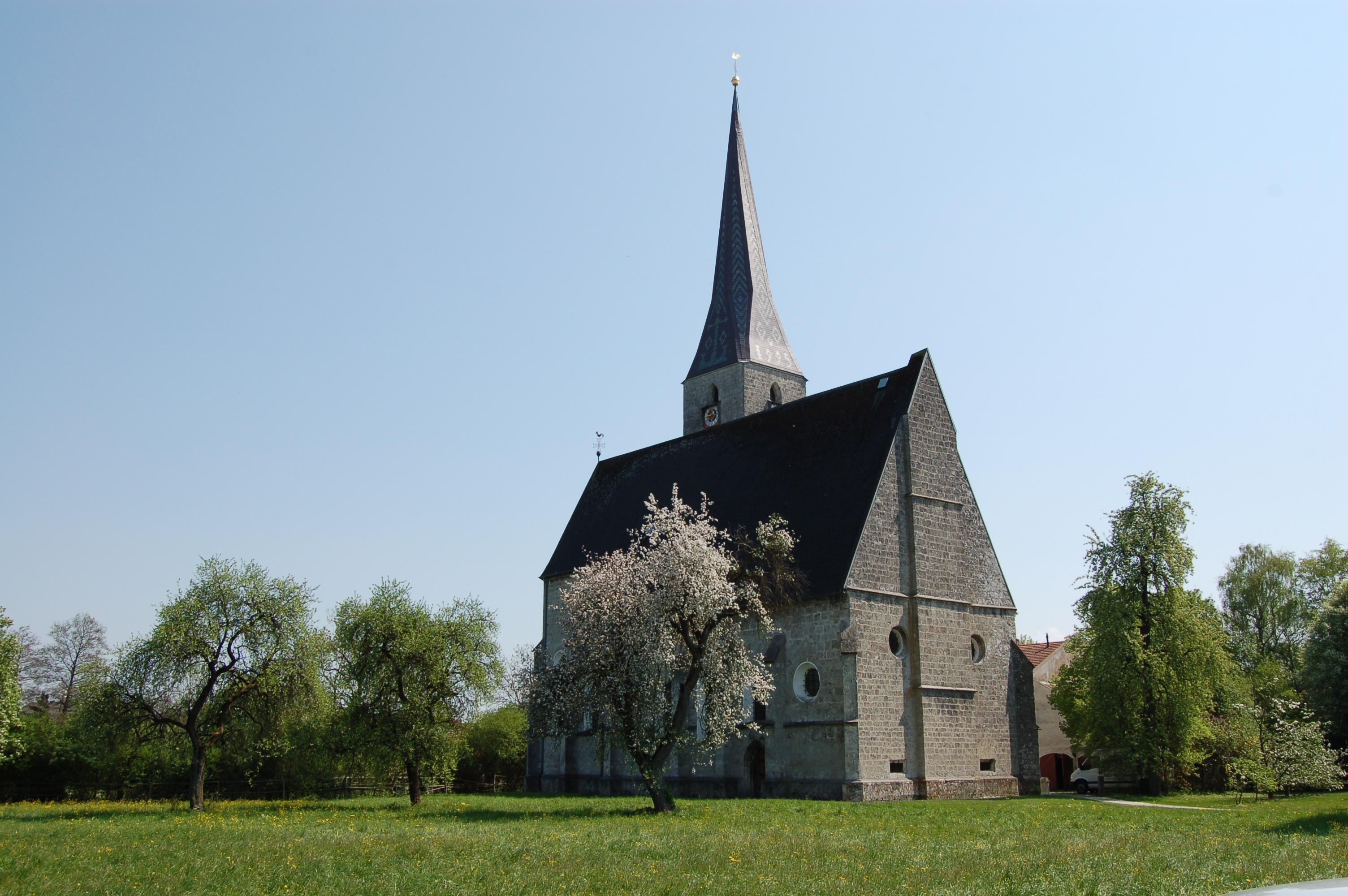
Filialkirche hl. Valentin in Haselbach

Die römisch-katholische Filialkirche Braunau-Haselbach mit dem Patrozinium hl. Valentin steht im Ort Haselbach in der Stadtgemeinde Braunau am Inn in Oberösterreich und untersteht der Pfarrkirche Braunau-Höft. Seit dem 1. Jänner 2023 gehört Braunau-Höft als eine von 14 Pfarrteilgemeinden zur Pfarre Braunau der Diözese Linz. Die Kirche und der ehemalige Friedhof stehen unter Denkmalschutz.

## Geschichte
Eine Kirche wurde 1299 urkundlich genannt. Die gotische Kirche wurde im 15. Jahrhundert erweitert. Beim ursprünglich zweischiffigen Langhaus wurden 1690 die Pfeiler entfernt und 1774 ein neues Gewölbe eingesetzt. Aufgrund heftiger Regenfälle vom 31. Mai bis 1. Juni 2016 – siehe dazu Simbach am Inn – kam es zu einer Absenkung des Chores um 3 cm. Daraufhin wurde die Kirche unmittelbar baulich gesichert und 2017 generalsaniert.

## Architektur
Das Kirchenäußere zeigt am Langhaus und Chor abgetreppte Strebepfeiler. Das vierjochige Langhaus hat ein Tonnengewölbe mit Gurten und Wandpfeilern. Der eingezogene überhöhte dreijochige Chor mit einem Dreiachtelschluss hat ein gotisches Gewölbe, wo später die Rippen entfernt wurden. Die zweiachsige geschwungene Westempore ist zweistöckig. Das Langhaus und der Chor zeigen Fresken mit Szenen aus dem Leben des hl. Valentin gemalt wohl vom Maler Johann Nepomuk della Croce (1774). Der Turm im südlichen Chorwinkel hat eine netzrippengewölbte Turmhalle und trägt einen achtseitigen Spitzhelm. Das Südportal und Nordportal der Kirche sind gotisch. Das Nordportal hat eine Türe mit gotischen Beschlägen.

## Ausstattung
Der Hochaltar aus dem 2. Viertel des 17. Jahrhunderts wurde vielleicht von der Pfarrkirche Braunau-Ranshofen hierher übertragen. Das Altarblatt ist aus 1690. Die Seitenaltäre, die Kanzel und die Beichtstühle sind im Stil des Rokoko gearbeitet. Der linke Seitenaltar trägt die gotische Statue Maria mit Kind aus dem vierten Viertel des 15. Jahrhunderts und wurde später überschnitzt. Im Chor ist ein Ölgemälde mit Darstellungen der Valentinslegende mit interessanten Hintergründen zum Ort Haselbach, Braunau usw. aus der zweiten Hälfte des 17. Jahrhunderts.
An der Filialkirche Haselbach hat sich mit dem "Haselbacher Römerstein" ein Weihealtar für die Siegesgöttin Victoria Augusta erhalten. Bei dem heute neben der Kirche stehenden Römerstein handelt es sich allerdings um eine Kopie.
Die Orgel aus 1881 mit 8 Registern fertigte Franz Sales Ehrlich. Es gibt eine Glocke aus 1494.